# Marcus Æmilius Lepidus Porcina
Pour les articles homonymes, voir Aemilius Lepidus.
Marcus Aemilius Lepidus Porcina est un homme politique romain.
En 137 av. J.-C., il est élu consul. Aemilius reçoit le gouvernement romain de l'Hispanie ultérieure et son collègue au consulat celui de l'Hispanie citérieure. Cependant, il doit s'expliquer à son retour à Rome après des échecs dans la gestion de la province.